# 杜熊文
杜熊文（1942年—2023年1月2日），男，广东梅县人，中国拳击运动员、电影演员，珠江电影制片厂演员。

## 家庭
妻子姚锡娟。